# Jan Frydrychowicz
Jan Frydrychowicz (en. John Frydrychowicz) (zm. 1874 w Ellis) – polski duchowny rzymskokatolicki, zmartwychwstaniec, prekursor ruchu polskokatolickiego w Stanach Zjednoczonych Ameryki.

## Życiorys
Jan Frydrychowicz był misjonarzem z zakonu zmartwychwstańców. Studiował w Rzymie kiedy został powołany do wyjazdu do Stanów Zjednoczonych Ameryki. W 1867 roku jako kleryk przybył do stanu Teksas. Został skierowany do pracy wśród osadników ze Śląska w osadzie Panna Maria. W styczniu 1868 roku został wyświęcony na księdza diecezjalnego, jednak bez uprzedniej rekomendacji generała zakonu.
Po święceniach kapłańskich zamierzał powrócić do Europy, wyjechać do Wielkiego Księstwa Poznańskiego, gdzie miał zapewnione probostwo lub kapelanię przy 26. pułku ułanów. Ostatecznie jednak pozostał w Stanach Zjednoczonych Ameryki. Pracował w parafiach w Coleto, Yorktown, a następnie w parafii w Maulbery.
W 1871 roku ksiądz Jan Frydrychowicz podjął się bez porozumienia z biskupem diecezjalnym budowy kościoła dla polskich emigrantów w Yorktown w stanie Teksas. Został za to obłożony karami kościelnymi. Mimo suspensy dalej prowadził swoją działalność. Placówka, którą utworzył stała się tym samym pierwszą polską niezależną parafią w Stanach Zjednoczonych Ameryki. 
W 1872 r. po ekskomunice przeniósł się do stanu Wisconsin. Tam stanął na czele parafii narodowej w dzielnicy Poland Corner w mieście Ellis.
Zmarł nagle w 1874 roku podczas próby chóru parafialnego.